# Teatr Narodowy w Podgoricy
Teatr Narodowy w Podgoricy (czarnog. Crnogorsko narodno pozorište, CNP) – narodowy teatr Czarnogóry położony w Podgoricy.

## Historia
Historia teatru zaczęła się w 1953 r., kiedy to zapadła decyzja o utworzeniu Miejskiego Teatru Narodowego w Titogradzie (dzisiejsza Podgorica). Nowo powstały teatr początkowo korzystał z pomieszczeń kina Kultura. Zespół tworzyli aktorzy, którzy przybyli do Titogradu z innych republik jugosłowiańskich, a także grono najlepszych amatorów czarnogórskich towarzystw kulturalnych i artystycznych. Ze względu na ograniczone środki i niewielki potencjał artystyczny zespołu w repertuarze często pojawiały się sztuki o charakterze folklorystycznym, których głównym celem było zabawianie publiczności. Oprócz przedstawień ludycznych obowiązkową część repertuaru stanowiły utwory światowej klasyki, m.in. Kupiec wenecki i Otello Szekspira, a także Grzegorz Dyndała Moliera i Ożenek Gogola. Wkrótce dostrzeżono potrzebę utworzenia repertuaru narodowego. W tym celu, w 1955 r., ogłoszono konkurs na dramat o tematyce czarnogórskiej. Oprócz tego rozpoczął się proces dramatyzacji powieści czarnogórskich pisarzy, w wyniku czego na deski teatru zaadaptowano m.in. utwór Hajko Mihaila Lalicia.
W 1955 r. decyzją Rady Edukacji i Kultury Jugosławii funkcja sceny narodowej została przeniesiona z dotychczasowego Teatru Narodowego w Cetynii (tzw. Zetski dom) na teatr w Podgoricy. Wraz z pojawieniem się nowego dyrektora, profesjonalnych aktorów i reżyserów (przybyłych z Cetynii), sytuacja kadrowa nieco się poprawiła. 5 maja 1956 r. oddano do użytku nowy gmach teatru, wtedy też oficjalnie nadano mu nazwę Teatr Narodowy. Status teatru w Titogradzie (Podgoricy), jako sceny o znaczeniu narodowym i reprezentacyjnym Czarnogóry, potwierdzono w 1969 r., kiedy to zmieniono nazwę na Czarnogórski Teatr Narodowy.
W 1973 r. teatr po raz pierwszy wystąpił za granicą. Sztuki Fałszywy car Szczepan Mały Piotra II Petrowicia-Niegosza oraz Koštana Borisava Stankovicia zostały wykonane w ukraińskich miastach – Kijowie i Odessie.
10 listopada 1989 r. spłonął budynek teatru. Działalność artystyczna została przeniesiona do miejskiego centrum kultury. W 1990 r. zdecydowano o odnowieniu i rozbudowaniu starego gmachu. Remont trwał siedem lat. W tym czasie, w trudnych warunkach, odbyło się dziewięć premier. Ze względu na brak regularnego repertuaru i utratę widowni okres ten można uznać za siedmioletnią przerwę w działalności teatru. 25 maja 1997 r. odbyło się uroczyste otwarcie nowego budynku. Wtedy również miała miejsce premiera spektaklu Górski wieniec w reżyserii Branislava Mićunovicia.

## Współczesna działalność
Teatr Narodowy jest najprężniej działającą instytucją kulturalną w Czarnogórze. Wystawia zróżnicowany i różnorodny repertuar, który obejmuje zarówno klasyki światowego dramatu, utwory dziedzictwa narodowego, jak również współczesne teksty literatury światowej i krajowej, a także sztuki autorskie.
Co dwa lata CNP organizuje Biennale Teatru Czarnogórskiego (czarnog. Bijenale crnogorskog teatra). Jest to najważniejszy festiwal sztuki w Czarnogórze, mający na celu umacnianie, tak ważnego dla młodego państwa, poczucia przynależności kulturowej i narodowej.